# Maghiarabi
Magyarab este o comunitate care trăiește lăngâ râul Nil, în sudul Egiptului și în partea nordică a Sudanului. Dar există câteva localități și la granița cu Etiopia. 
Magyarab au o istorie de 500 ani, au emigrat în Africa în două mari grupe. În secolul XVI. au venit ca soldați maghiari.
Astăzi în Africa trăiesc 7000 de magyarabi.